# Dark Road
"Dark Road" er den første single fra Annie Lennox's fjerde album Songs of Mass Destruction.
Dens video, som kun er udgivet i USA, viser Annie Lennox, som sidder og synger i et superheltekostume med et A på.

## Spor
1. "Dark Road" (Album Version) - 3:47
2. "Dark Road" (Acoustic Version) - 3:30

## Hitlister
| Hitliste                | Placering |
| ----------------------- | --------- |
| Italian Digital Singles | 10        |
| Swiss Singles Chart     | 45        |
| UK Singles Charts       | 58        |